# 莫囂圓隣歌
- 莫囂圓隣歌
- 莫囂円隣歌

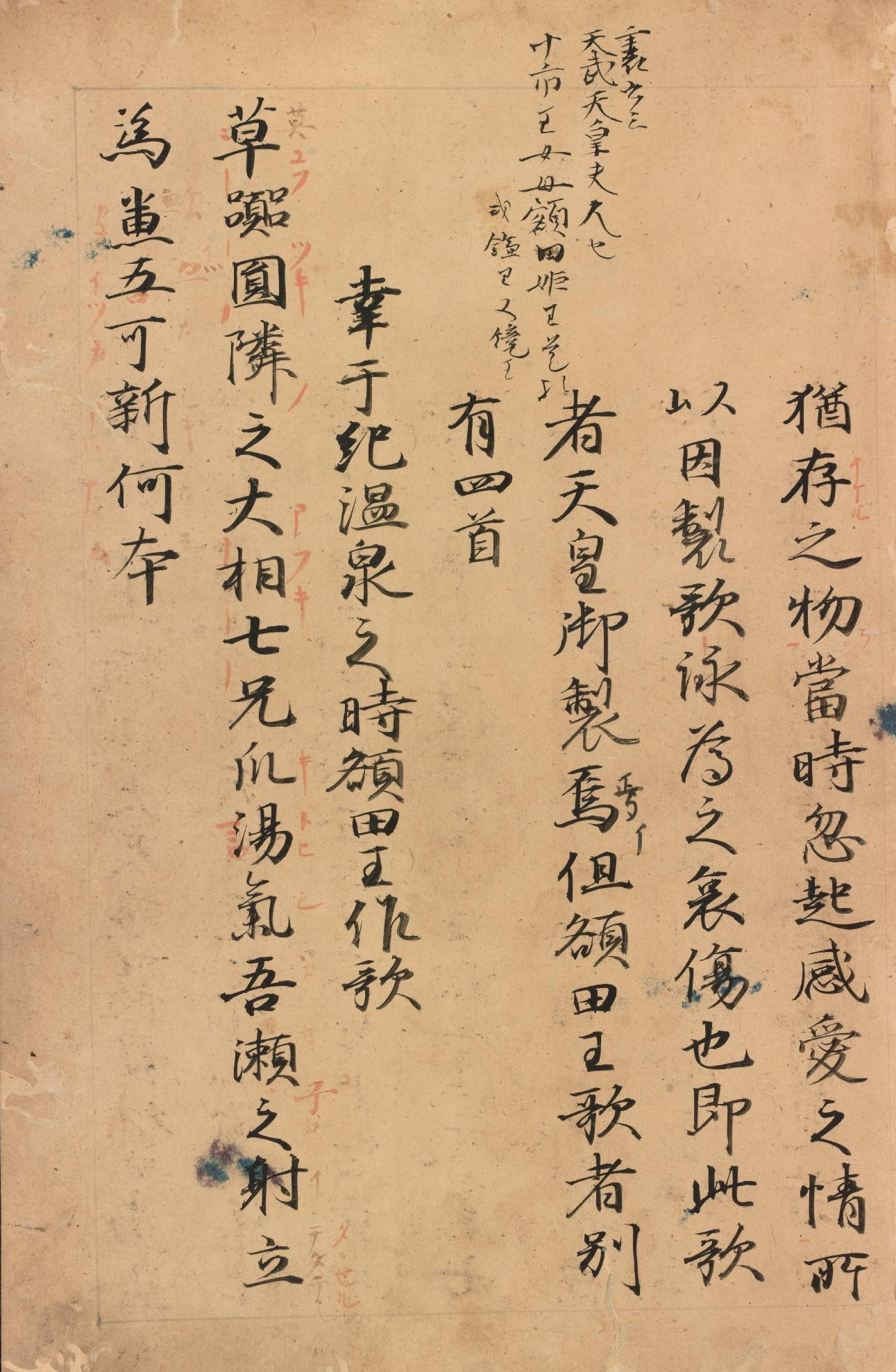
元暦校本万葉集（古河本）の巻一の部分。左3行が『莫囂圓隣歌』
赤字の註は仙覚の試訓。

『莫囂圓隣歌』（ばくごうえんりんか）とは、『万葉集』に収録されている額田王の歌のうち、巻1の9番歌の俗称。『万葉集』で最も著名な難訓歌である。万葉集の解読が始まった天暦5年（951年）以来、多くの学者が訓みを試みてきたが、2002年現在でも上2句の12字は定訓を見るに至っていない。俗称は冒頭の4字に因む。
題詞には斉明天皇が南紀白浜温泉に行幸した際に作られた歌とある。『日本書紀』によれば、斉明の行幸は斉明4年（658年）10月15日からであり、額田王は30歳くらいとされる。

## 概説
原文

幸于紀溫泉之時額田王作歌
莫囂圓隣之大相七兄爪謁氣吾瀬子之射立爲兼五可新何本

「謁」の字は「湯」を充てる諸本も多いが、それ以外の重要な異同はない。間宮厚司は、現存する次点本では全て「湯」であると指摘し、「謁」を誤字としている。
訓下し

紀の温湯に幸す時に、額田王の作る歌
莫囂圓隣之大相七兄爪謁氣　吾が背子が　い立たせりけむ　厳橿が本

冒頭12字の2句が難訓部分である。『万葉集』には他にも難訓歌はあるが、2句全てが訓読できない歌は珍しく、最も著名な難訓歌と評される理由になっている。正訓字（漢字がもつ意味と同じ意味に訓じて用いるもの）や万葉仮名（漢字の音を借用した文字）でも意味を通すことが難しく、義訓（文脈に合わせてその場限りの訓を当てる）では原文から乖離してしまう。そのため誤字・衍字（余分な字）・戯書（擬声語や数遊びなどの言葉遊び）を想定する説も多く、伊丹末雄（1970年）によればその数は90種にも及ぶ。また何らかの事情により、あえて特殊な用字・表現にしたと推測する専門家もいる。なお、定訓の無い部分は校注書でもあえて訓を付けずに記載することも少なくない（岩波文庫、講談社文庫など流布本も同様である）。
第3句以下の訓みはほぼ定まっており、「私の背子がお立ち（お発ち）になったという、神聖な木の元よ」という大意である。「背子」については、額田王の夫である大海人皇子とする説と、斉明天皇の甥の有間皇子とする説がある。後者について伊藤博（1995年）は、この歌が詠まれた期間に有間皇子の謀反計画が露見し紀伊国の藤白坂で殺された事件が背景と推測し、「紀伊の湯から戻る途中で有間皇子に思いを馳せる斉明天皇に代わって額田王が詠んだのではないか」とした上で、難読である原因も事件に関係する歌であると悟られないためあえて謎の表記にしたとしている。

## 主な試訓と研究史

### 仙覚
仙覚は『仙覚抄』に「ユフヅキノ　アフギテトヒシ」と記した。「莫囂圓隣」は「静かな満月の月」すなわち「ユウズキ」としている。また『仙覚奏覧状』では、「大相」を天を見上げる「大見」として「仰ぎ」と訓み、「爪」は「手」すなわち「て」と訓み、「謁気」は「登比師」すなわち「といし」と解いている。

### 契沖
契沖は、仙覚の解釈を受け継ぎつつ『代匠記』の精撰本で「ユフヅキシ　オホヒナセソクモ」と記した。「謁氣」は「靄気」すなわち「くも」と訓むとしている。

### 水戸光圀
水戸光圀は、契沖の解釈を受け継ぎつつ『釈万葉集』で「莫囂図隣之」を字音訓みで「マガヅリノ」と記した。「圓」を「図」の誤記と解釈し、「マガヅリ」とは「曲鈎」の意味で曲がった鈎のような月、すなわち新月と解している。

### 荷田春満
荷田春満は、『僻案抄』で2つの試訓を挙げている。「ユフグレノ ヤマヤツイユキ」の訓みでは、「莫囂圓」を「奠器國」の誤りとしたうえで奠器から木綿（ユフ）を連想し、また第2句の「大相」を「大きな姿」として「山」の義訓と解し、「七兄」は「七歳の兄」の意味で「ヤツ」と訓めるとし、「爪」は「瓜」と解して「ウリ」の約言「イ」とした。また「ユウギリノ　ソラカキクレテ」では、「大相」をさらに大きな空（天）の義訓と解し、「七兄」の2字を「虎」の1字としたうえで「虎爪」を「カク」と義訓した。

### 賀茂真淵
賀茂真淵は『万葉考』で、「キノクニノ　ヤマコエテユケ」と記した。「圓」を「國」の誤記としたうえで「莫囂圓」を「サヤギナキクニ」と訓んで「大和国」の意味と解し、その隣国で「キノクニ」と訓んだ。また第2句の「大相」は荷田に従って「ヤマ」と解し、「七」は「古」、「爪」は「氐」の誤字とし、「大相古兄氐湯氣」を「ヤマコエテユケ」と訓んだ。

### 本居宣長
本居宣長は、真淵の解釈を受け継ぎつつ『手択本』に「カマヤマノ　シモキエテユケ」と記した。「莫囂」を「アナカマ」と解して「アナ」を省いて「カマ」と訓み、「国隣」は「国の境」の意味で大抵は「山」があるとし「莫囂隣国」を「カマヤマ」と解した。また「大相」は「霜」、「七」は「木」の誤字として「霜木兄氐湯氣」を「シモキエテユケ」と訓んだ。

### 田中道麿
田中道麿は宣長との書簡で、「ユフヅキニ　キホヒコソユケ」と記した。「ユウヅキ」は仙覚に倣い「之」を「尓」の誤記として「ユフヅキニ」と訓み、2句では最初に「支」を加え、「七兄」を「古」、「爪」を「會」の誤字として「キホヒコソユケ」と解した。

### 荒木田久老
荒木田久老は、真淵の解釈を批判しつつ『槻落葉信濃漫録』で、「カグヤマノ　クニミサヤケミ」と記した。「莫囂」を「やかましい事がない」と解して「耳なし」とし「圓」は山の形を意味としたうえで、「莫囂圓」を「耳成山」と解釈し、「莫囂圓隣」で「耳成山隣」すなわち「香具山」と解した。また「大相七」は「大相土」の誤字としたうえで経書をひいて「国見」と解し、「兄」を「无」の略字、「爪謁」を「靄」の誤字としたうえで「无靄気」を「サヤケキ」と訓んだ。

### 村田春海
村田春海は、従来の説を批判しつつ『織錦舎随筆』で、「ヌサトリテ　ミサカコエユケ」と記した。春海は誤字を多く想定し、初句は「莫囂」を「奠器」とする春満説を採るが「ヌサ」と訓み、「圓」を「図」、「之」は「氐」の誤字として「奠器図隣氐」を「ヌサトリテ」と解し、第2句の「大」は「美」、「七兄」は「嘉児」、「爪」は「衣」の誤字として「美相嘉児衣湯氣」を「ミサカコエユケ」と訓んだ。

### 上田秋成
上田秋成は、仙覚の解釈を受けて『冠辞続貂』で、「ユフヅキノ　オホニテトヘバ」と記した。

### 橘守部
橘守部は、久老の解釈を受けて『檜嬬手』で、「マツチヤマ　ミツツアカニト」と記した。「莫囂圓隣之大相土」までを初句として「マツチヤマ」と解し、「兄」は「見」、「爪」は「乍」、「気」は「意」の誤字とし、「兄爪謁氣」を「ミツツアカニト」と訓んだ。

### 高井宣風
高井宣風は、『万葉集残考』で「ミツグリノ　ナカモハルケキ」と記した。「莫囂」は「かまびすしくない」の意味で「密かに」と解して「ミツ」と訓み、「円」は「栗のイガの形」を意味し、その隣も栗であるから「円隣」を「クリ」と解し、「莫囂圓隣之」を「ミツグリノ」と訓んだ。また「大相」は双方の合意と意味して「ナカ」と訓み、初句と合わせて「三栗の中」までを枕詞とした。また「七」は「毛」、「兄」は「巴」、「爪」は「流」、「謁」は「偈」として「毛巴流偈氣」を「モハルケキ」と解した。

### 鹿持雅澄
鹿持雅澄は、『万葉集古義』で「ミモロノ　ヤマミツツユケ」と記している。「莫囂」を「奠器」とする春満説を採るが「御室の近隣に奠器を円（めぐ）らしてある」の義から「莫囂圓隣」を「御室」の意味と解して「ミモロ」と訓んだ。第2句は「七」を「土」、「兄」を「見」、「爪」を「乍」の誤字として「大相土見乍湯氣」を「ヤマミツツユケ」と解した。

### 井上通泰
井上通泰（1928年）は、「マツチヤマ　ミツツコソユケ」と訓んだ。初句は守部説を継承しつつ「大相七」を「大堆土」の誤字とし「莫囂圓隣之大堆土」を「マツチヤマ」と解し、第2句では「兄爪」を「見乍」の誤字として「ミツツ」とし、「ユケ」は已然形なのでその前の「コソ」が脱落していると解し「見乍〇〇湯氣」を「ミツツコソユケ」と訓んだ。

### 粂川定一
粂川定一（1928年）は、複数の試訓を発表している。たとえば「サカドリノ　オホフナアサユキ」では、「莫」を「草」の誤字として「サ」と訓み、「囂」を字音で「カ」と訓み、「円」は「マド」の訓から「ド」と訓んで「草囂圓隣之」を「サカドリノ」と解した。第2句は「大相」を「オホフ」、「兄」を「ア」、「爪」を「サ」と訓んで「大相七兄爪湯氣」を「オホフナアサユキ」と解した。

### 松岡静雄
松岡静雄（1929年）は、「シヅマキノ　ユミニツラハケ」と訓んだ。「莫囂」は「喧」の反語で「静」の義訓、「圓隣」は「巻」の戯書として「莫囂圓隣」を「シズマキ」と解した。第2句では「大相七」を「大相士」の誤記としたうえで「斎身」の意味から「弓」の仮字とし、「兄」を「ニ」と訓み、「爪謁氣」を「玄波気」の誤字で「ツラハケ」と訓み、「大相士兄玄波気」で「ユミニツラハケ」と解した。

### 坂口保
坂口保（1930年）は、「ユフドリノ　ウラナケサワキ」と訓んだ。「莫囂」は「ユフ」、「円」は粂川説をとって「ド」と訓んで、「莫囂円隣之」を「ユフドリノ」と解した。第2句では「大相」を「大卜」の意味として「ウラ」と訓んで、「七」は「ナ」、「兄」は字音で「ケ」、「爪」も字音で「サ」、「湯氣」は沸き立つの義訓で「ワク」とし、「大相七兄爪謁氣」を「ウラナケサワキ」と解した。

### 土橋利彦
土橋利彦（1946年）は、「シヅマリシ　カミナナリソネ」と訓んだ。「莫囂」は「シヅ」、「円」は「マド」の初訓から「マ」として「莫囂円隣之」を「シヅマリシ」と解した。第2句では「大相」は「大壮」の替字としたうえで「カミナリ」と解して「カミ」と訓み、「兄」は「里」で「リ」と解し、「爪」は字音から「ソ」、「謁氣」は「靄気」の誤字で山の峯に立つので義訓から「ネ」と訓み、「大壮七里爪靄気」を「カミナナリソネ」と解した。

### 土屋文明
土屋文明（1949年）は、「マガリノ　タブシミツツユケ」と訓んだ。「円」は元傍注が本文に紛れ込んだという考えから初句から省き、「莫囂隣之」を「マガリノ」と解した。第2句では「大相七」を「大相士」の誤記として字音で「タブシ」と訓み、「兄」は「見」、「爪」は「乍」の誤字として、「大相士見乍湯氣」を「ダブシミツツユケ」と解した。

### 伊丹末雄
伊丹末雄は1951年に試訓を発表していたが、1960年にこれを修正して「ユフヅキノ　カゲフミテタツ」と訓んだ。「莫囂」は「ユフ」を訓み、「圓」は「日」すなわち「太陽」の意味で「圓隣」を太陽の隣の義から「月」すなわち「ツキ」と訓み、「莫囂圓隣之」で「ユウヅキノ」と解した。第2句では「相」は「姿」すなわち「カゲ」の意味で、「大」には訓みはなく「大相」で「カゲ」と訓ませる為に2字にしたものとし、「七兄」は「六」の義訓で「2×3」の戯書として「フミ」と訓し、「爪」は「手」の替字で「テ」と訓し、「湯氣」は沸き立つの義訓で「タツ」と訓み、「大相七兄爪湯氣」で「カゲフミテタツ」と解した。

### 米谷利夫
米谷利夫は複数の試訓を発表しているが、1954年には「ミワヤマノ　カゲフミテタツ」と訓んだ。「莫囂」は「静」の意味で高い場所も静かであるから「タカ」の義訓とし、これに「円」が続くことから「莫囂円」で「タカマド」すなわち「高円山」であり、「莫囂圓隣」を高円山の南隣にある「三輪山」と解し、「莫囂圓隣之」で「ミワヤマノ」と解した。第2句は伊丹説に従っている。

### 菊沢季生
菊沢季生（1972年）は、「ヤマナミノ　カタチアナサヤケ」と訓んだ。「囂」の「ヤカマシイ」の訓に「莫」の制止的な意味を重ねて「莫囂」の2字で「ヤ」、「円」は「マ」の字音、「隣」は「並」に通じるので「ナミ」とし、「莫囂圓隣之」を「ヤマナミノ」と訓んだ。第2句では「大」と「相」はいずれも「カタチ」の訓があるので「大相」を「カタチ」と訓んで、「七兄」は「克」の誤字として感動詞的な「アナ」とし、「爪」は「サ」の字音、「謁」には「ヤム」の訓があったと推測して「ヤ」の字音、「氣」は「ケ」の字音として、「大相克爪謁氣」で「カタチアナサヤケ」と訓んだ。

### 間宮厚司
間宮厚司（2001年）は「シヅマリシ　ユフナミニタツ」と訓んだ。初句は土橋説に従い、第2句では「大相」を「入相」の誤字とし「イリアイ」すなわち「日暮れ」の意味から「ユフ」とし、「兄」は「見」、「爪」は「似」の誤字とし、「湯氣」を「タツ」の戯書として、「入相七見似湯氣」を「ユフナミニタツ」と解した。

### 佐藤美知子
佐藤美知子（2002年）は、「シヅマリシ　ユフツヅシロシ」と訓んだ。「莫囂圓」は『史記』にみえる「圜以静」を引いたものでこれに続く「静」つまり「シズマル」の義で、さらに「圓」は音も兼ねて「圓隣之」を「マリシ」と解した。第2句では「大相」は金星の異名、「七兄」もやはり金星を意味する「庚長」の異字、「爪」は星の光の芒角を意味し、これらを合わせた「大相七兄爪」を金星を意味する「ユフツヅ」の戯書と解し、「湯氣」はその姿から連想して「シロシ」の戯書として、「大相七兄爪湯氣」を「ユフツヅシロシ」と解した。